# Double voie

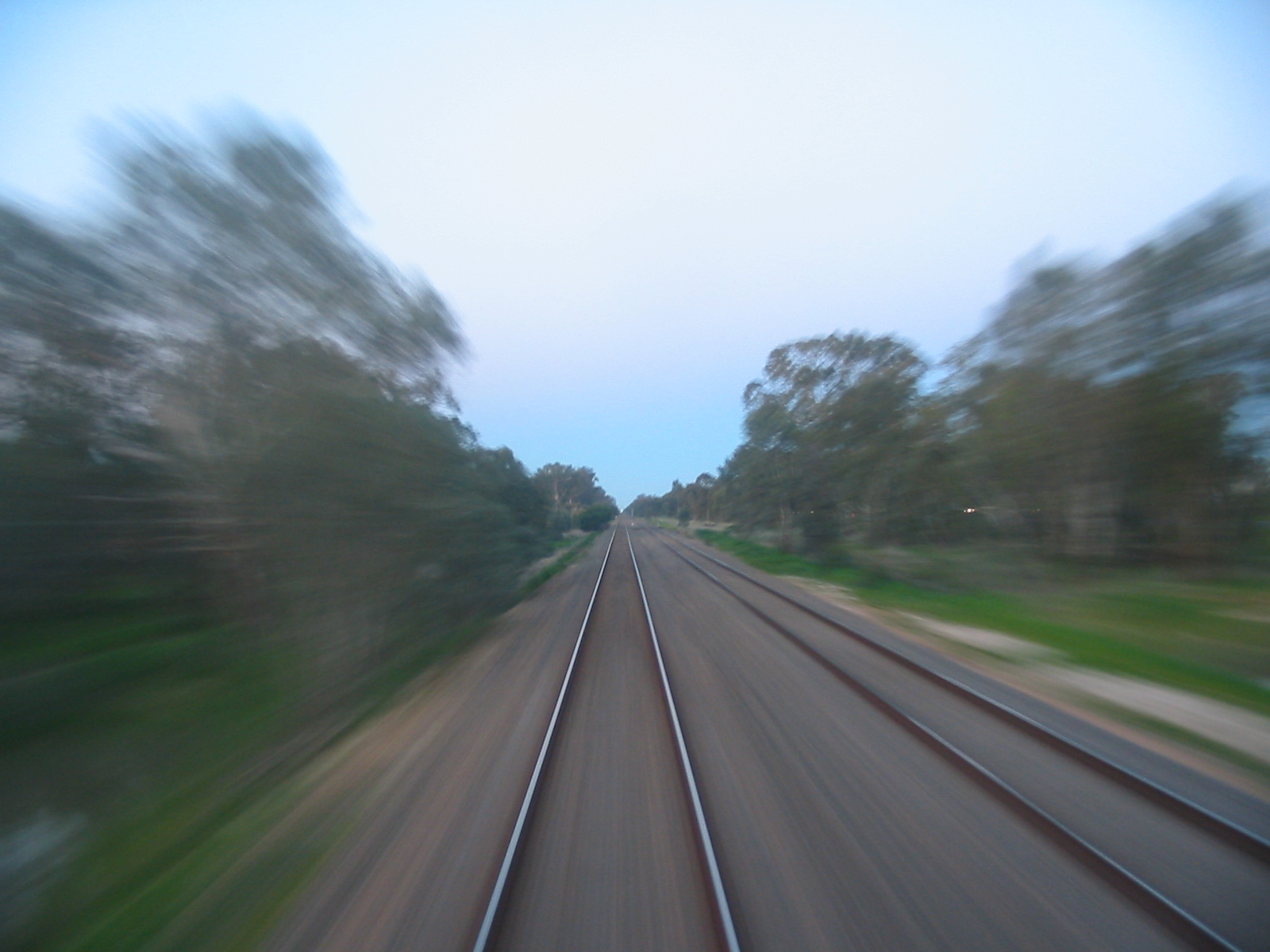
Double voie prise depuis la cabine de conduite d'une locomotive

La double voie est un terme qui désigne une ligne ferroviaire constituée de deux voies distinctes. Ce système permet le croisement des trains sans dangers en conditions normales d'utilisation, chaque train ayant sa propre voie suivant un sens défini . C'est donc le type de voies utilisé en cas de fort trafic : LGV, métros, réseaux de tramway modernes, lignes de banlieue etc. En cas d'incident ou de travaux, il est possible de faire passer un train d'une voie à l'autre si la ligne dispose les équipements nécessaires, comme l'installation permanente de contre-sens en France, ce qui permet de poursuivre le trafic.
Des lignes à plus de deux voies existent, et on parle alors de « voies multiples » ou de « faisceau de rails », notamment dans le cas des garages et des triages. Inversement, une ligne de chemin de fer ne comportant qu'une seule voie est une voie unique. La baisse du trafic sur une ligne à double voie peut amener à déferrer une des deux voies pour en faire une voie unique.
On ne parle pas de double voie mais d'évitement si une ligne se séparant en deux voies pour croiser des trains, en gare ou en pleine voie.

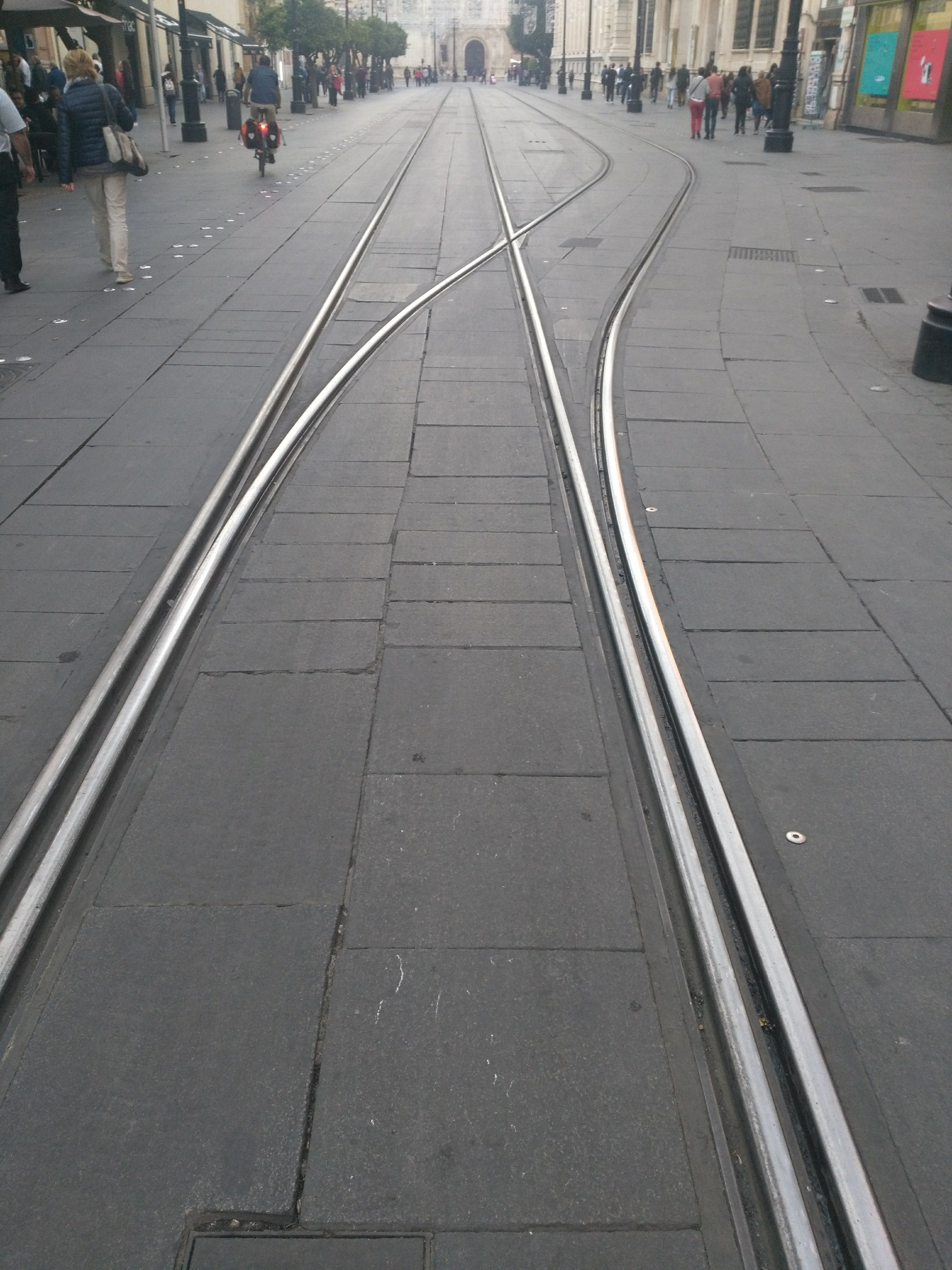
double voies imbriquées du tramway de Séville, sans aiguillage, pour une largeur réduite devant la cathédrale

Les deux voies sont parfois imbriquées l'une dans l'autre pour franchir des ouvrages d'art étroits. Il ne faut cependant pas confondre cette imbrication avec le cas d'une voie possédant plusieurs écartements.

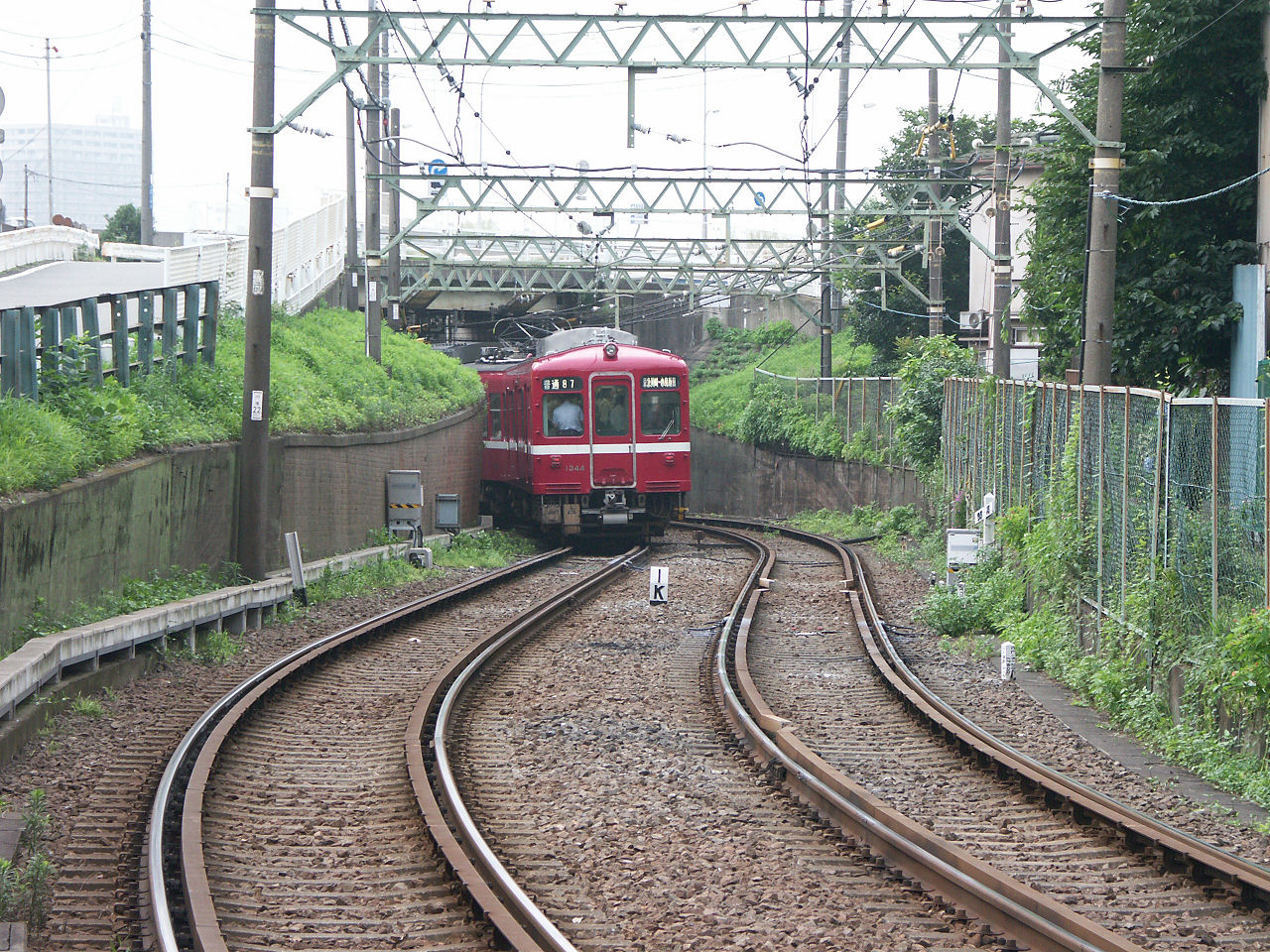
Un train roule sur sa voie au Japon. L'autre voie est dégagée pour un train croiseur.
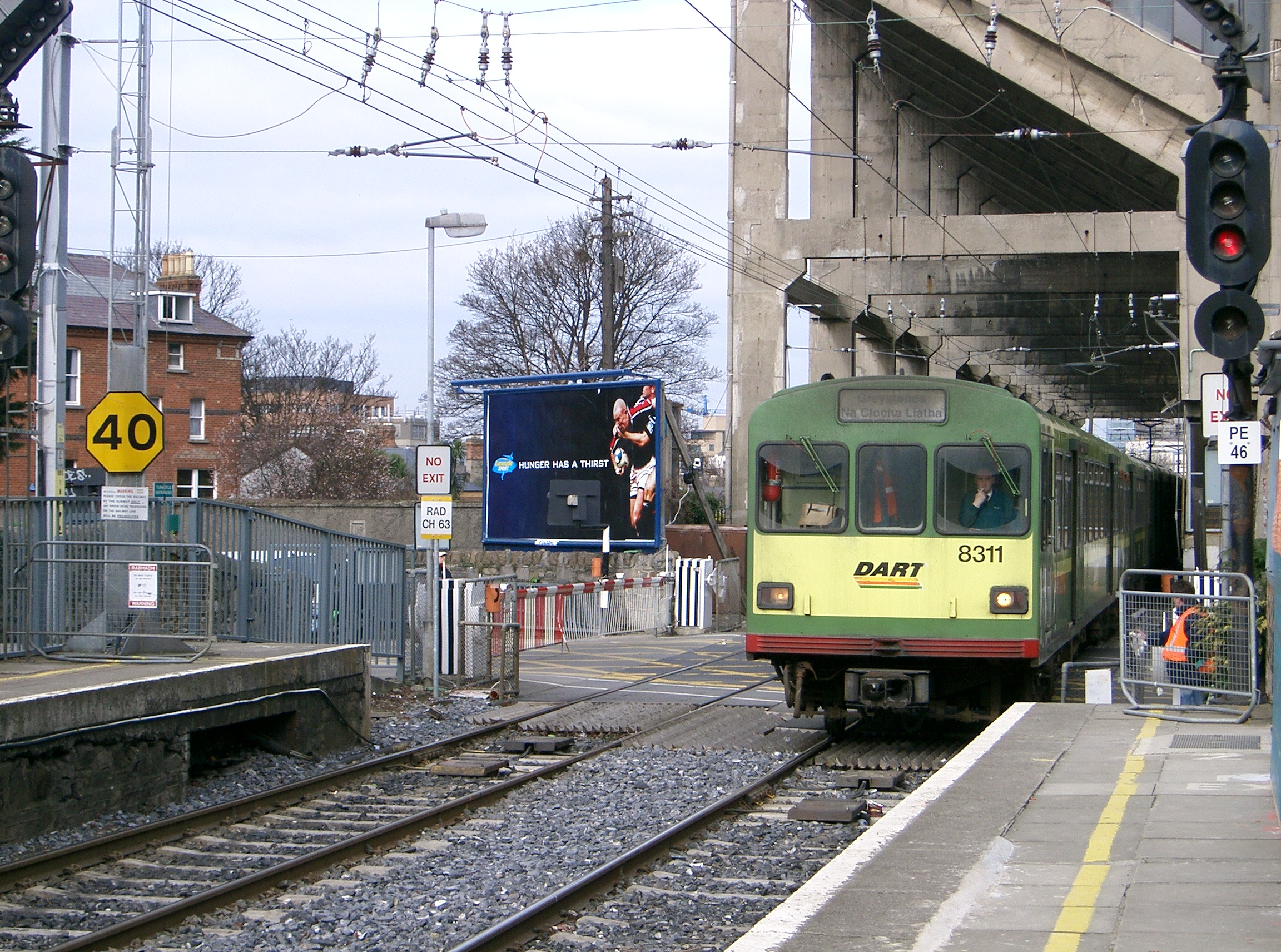
Arrivée d'un DART en station de Lansdowne Road à Dublin. Avec une double voie, chaque sens de circulation possède ses propres quais.
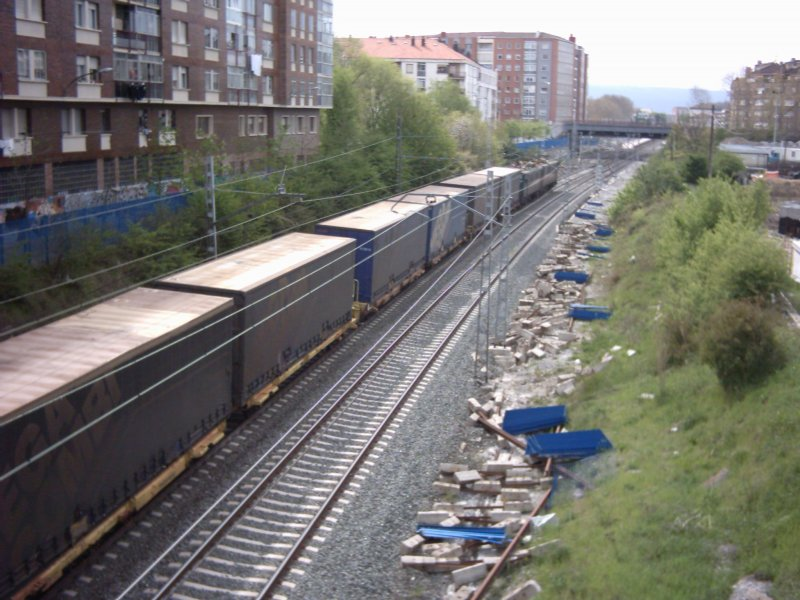
Train de marchandises en Espagne roulant sur une double voie.
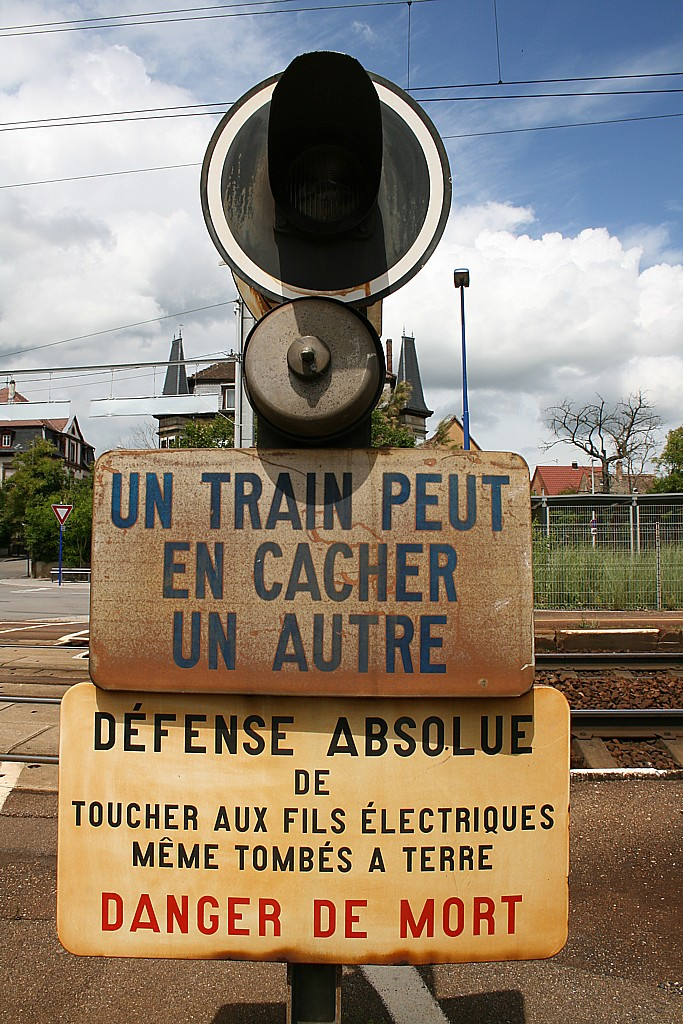
En France, les doubles voies sont signalées à un passage à niveau par la mention « Un train peut en cacher un autre ».